# Niederegger
La J. G. Niederegger GmbH & Co. KG  è una storica azienda dolciaria tedesca con sede a Lubecca, fondata nel 1806 e nota soprattutto per la produzione di marzapane. Sede principale è il Café Niederegger nella Breite Straße di Lubecca.

## Storia

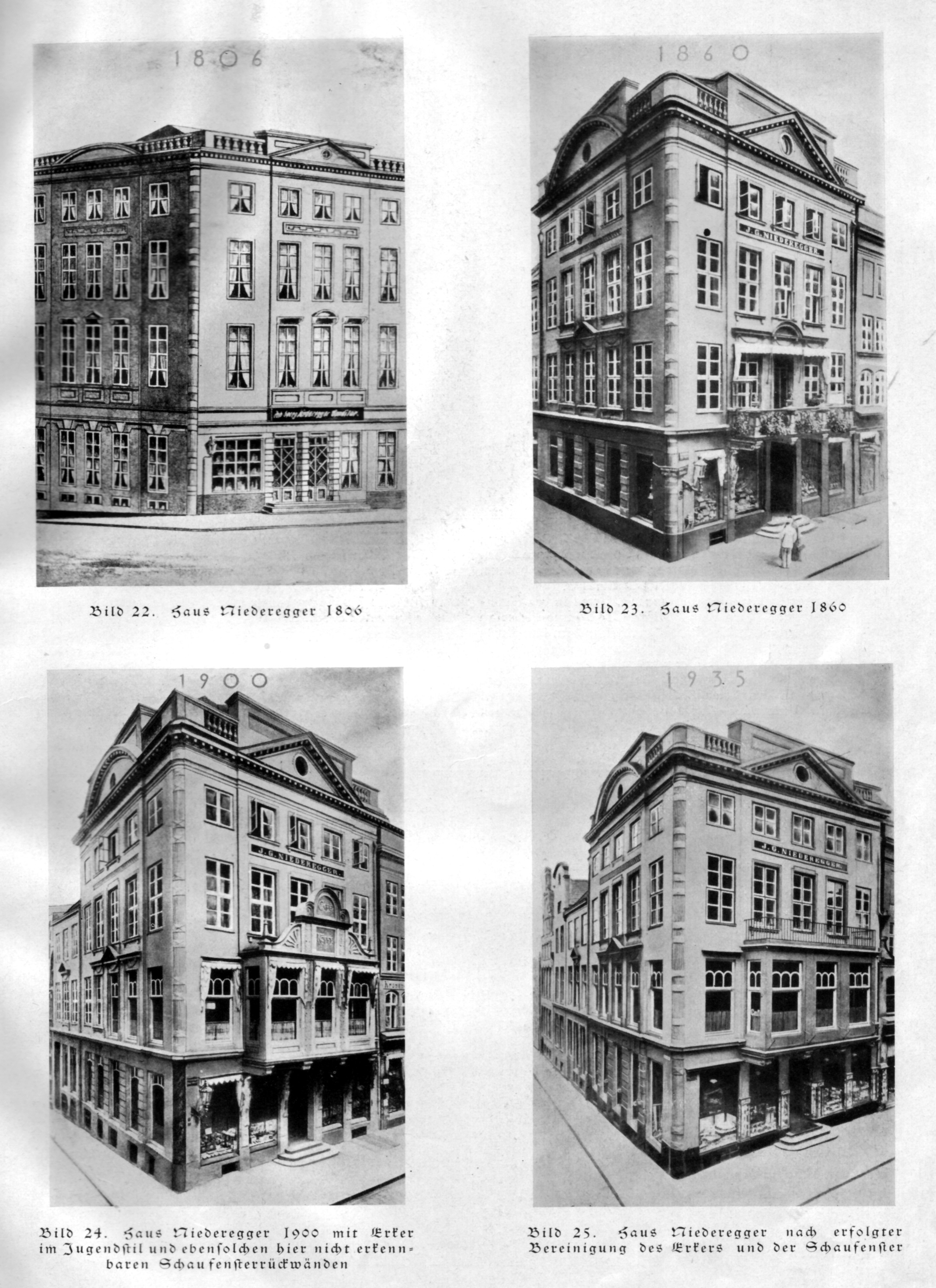
L'edificio originario della ditta Niederegger andato distrutto nel 1942

L'azienda venne fondata nel 1806 da Johann Georg Niederegger, un pasticciere originario di Ulma (dove era nato nel 1777), che rilevò la gestione della pasticceria Maret.
Nel 1822 la sede fu spostata in un edificio, situato nella Breite Straße, di fronte alla scalinata del municipio di Lubecca.
Dopo la morte del fondatore, avvenuta nel 1856, l'azienda passò nelle mani del genero Karl Georg Barth.
In seguito, a dirigere l'azienda venne diretta da Wilhelm Köpff (dal 1866) e dal figlio di quest'ultimo, Johann Georg Leonard Köpff (dal 1895).
Dal 1908 la Niederegger divenne quindi ditta fornitrice della corte imperiale.
Nel 1942, nel corso della seconda guerra mondiale, il Café Niederegger, sede della ditta, fu distrutto in un incendio causato da un bombardamento. L'edificio fu quindi ricostruito nel 1948.
Nel 1986 l'azienda fu rilevata da Holger Strait e dalla moglie Angelika.
Nella 1999 venne inaugurato nel Café Niederegger il salone del marzapane.

## Il Café Niederegger e il museo del marzapane

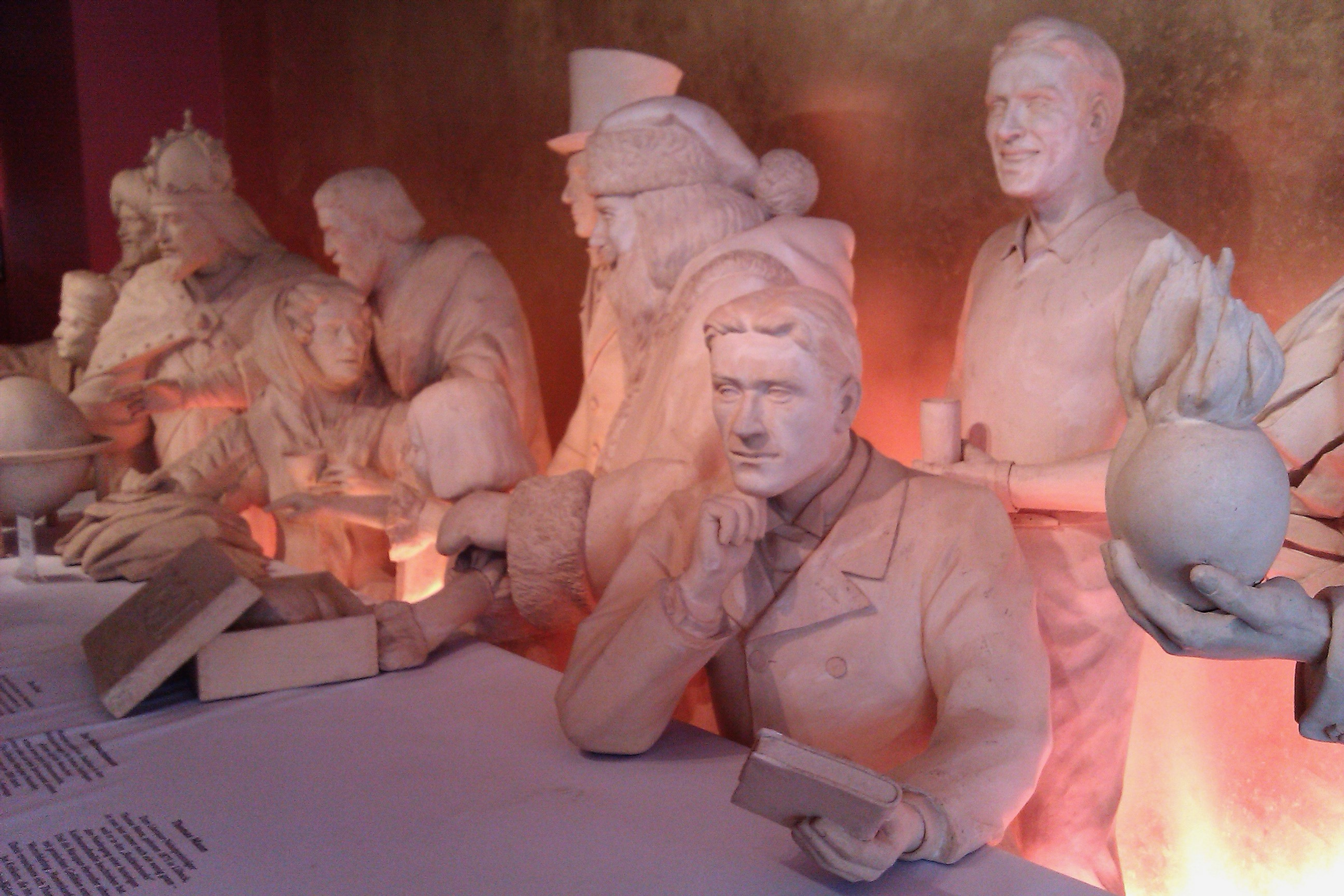
I dodici personaggi a grandezza naturale nel museo del marzapane nel Café Niederegger

All'interno del Café Niederegger nella Breite Straße di Lubecca è ospitato un museo dedicato al marzapane. Nel museo si possono ammirare 12 figure in marzapane a grandezza naturale, che raffigurano, personalità quali Thomas Mann, Hans Jakob Christoffel von Grimmelhausen, Wolfgang Joop, ecc.